# Eugène Derveloy
Eugène Derveloy (1855-1923), est un avocat et homme politique français.

## Biographie
Eugène Alphonse Derveloy est né le 16 janvier 1855 à Saint-Just-en-Chaussée (Oise) et mort le 5 juin 1923 à Vichy (Allier) à l'âge de à 68 ans, fils de Jean Antoine Auguste Derveloy, corroyeur, et de Clara Alphonsine Dumont. Il épouse en premières noces, Léontine Balteaux, puis en secondes noces, Marie Julie Germaine Desbrest, fille du Maire de Vichy ;
Avocat, il est secrétaire du président de la Chambre, Charles Floquet. Conseiller général en 1886 et député de Seine-et-Marne de 1893 à 1898 pour la circonscription de Meaux et de 1899 à 1919 pour la circonscription de Provins, siégeant sur les bancs radicaux. Conseiller général du canton de Villiers-Saint-Georges (Seine-et-Marne) jusqu'en 1919. Président du Conseil général de Seine-et-Marne.
En 1919, il reprend ses occupations d'avocat.
Il est élu membre titulaire de la Société académique du Touquet-Paris-Plage, le 13 août 1921.
En 1921, il habite 9 rue Condorcet, dans le 9e arrondissement de Paris.